# 游遽
もしかして
- 游邃

ではありませんか？